# Wasted (chanson de Jennifer Paige)
Pour les articles homonymes, voir Wasted.
Singles de Jennifer Paige
Stranded
(2002) Underestimated
(2008)
Wasted est une chanson de la chanteuse américaine Jennifer Paige, sortie le 23 mars 2008.  Elle est le premier single extrait de son troisième album studio Best Kept Secret. La chanson a été écrite par Chesney Hawkes et Jens Thoresen et produite par Jens Thoresen et Jennifer Paige. Elle obtient un impact immédiat en Italie.

## Format et liste des pistes
- CD single

1. Wasted – 3:37
2. Mercy – 4:08